# Marco Drago (astrofisico)
Marco Drago (Conselve, 4 novembre 1982) è un astrofisico italiano, specializzato in fisica delle onde gravitazionali.

## Biografia
Drago ha conseguito il dottorato di ricerca in fisica nel 2010 presso l'Università degli Studi di Padova. Successivamente ha lavorato all’Università degli Studi di Trento presso un gruppo di ricerca della collaborazione Virgo e dal 2014 lavora presso l'Istituto Max Planck per la fisica gravitazionale (Albert Einstein) di Hannover in Germania, nel gruppo di ricerca della collaborazione LIGO diretto da Bruce Allen. Dal 2017, Drago è tornato in Italia, per lavorare al GSSI.
Durante i suoi studi a Padova e nelle successive esperienze a Trento ed Hannover, Drago ha lavorato allo sviluppo di coherent WaveBurst (cWB), un metodo di rete coerente per la rilevazione di onde gravitazionali applicato agli strumenti Virgo e LIGO, implementandovi in seguito una funzionalità che consente, in caso di esito positivo, di informare i gruppi di ricerca e gli strumenti (ottici, a raggi gamma e raggi X) collegabili ai rilevatori al fine di avere riscontri positivi.

### Rilevamento delle prime onde gravitazionali
Come parte dei preparativi per la prima presa dati dei rivelatori Advanced LIGO, Drago avviò dalla Germania il programma cWB sul cluster di computer del CalTech, negli Stati Uniti. Pochi giorni dopo, per la precisione alle 11:51 CEST del 14 settembre 2015, cWB rilevò la presenza di GW150914,. Drago reagì immediatamente e confermò la positività dell'evento. Dopo aver discusso con alcuni colleghi ad Hannover, scrisse un messaggio alle collaborazioni LIGO e Virgo, avvertendo della presenza del segnale che fu in seguito dichiarato il primo segnale in onde gravitazionali scoperto da LIGO.
Nel 2016, Marco Drago ha ricevuto il premio Nicolò Copernico – Fondazione CARICE per la Fisica.
Nel 2020, Drago ha vinto il FameLab Italia, un talent-show scientifico per giovani ricercatori e studenti universitari.